# 미스 월드 1952
미스 월드 1952는 1952년 11월 14일 영국 런던에서 열렸다. 전 세계에서 11명의 참가자가 경쟁했다.

### 최종 결과
| 순위           | 참가자                        |
| -------------- | ----------------------------- |
| 미스 월드 1952 | - 스웨덴 – 메이 루이스 플로딘 |
| 2위            | - 스위스 – 실비아 뮐러        |
| 3위            | - 독일 – 베라 마크스          |
| 4위            | - 핀란드 – 에바 헬라스        |
| 5위            | - 미국 – 탈리 리차즈          |